# Wszyscy wygrywają
Wszyscy wygrywają (ang. Win Win) – amerykański film obyczajowy z 2011 roku w reżyserii Toma McCarthy’ego.

## Fabuła
Prawnik Mike Flaherty (Paul Giamatti) jest przeciętnym facetem z przedmieścia. Chce być najlepszym mężem, ojcem, przyjacielem i trenerem. Nie radzi sobie jednak w wielu sytuacjach i ma problemy finansowe. Do tej pory zawsze był uczciwy, ale teraz musi szybko zarobić. Szansą na to jest przejęcie opieki nad Leo (Burt Young), staruszkiem z demencją. Mike postanawia go oszukać, czego zapewne i tak jego podopieczny nie zauważy. Przy okazji Mike poznaje wnuczka Leo, który wcześniej nie znał dziadka.
Kyle (Alex Shaffer), zbuntowany nastolatek pochodzący z rozbitej rodziny, jedyne co kocha to zapasy. Mike dostrzega drzemiący w nim ogromny talent i postanawia go trenować, licząc, że chłopak zostanie prawdziwą gwiazdą sportu. Żona Mike’a, Jackie (Amy Ryan), zachowuje dystans do Kyle, ale powoli oboje zaczynają sobie ufać. Początkowo Mike ma nadzieję nieźle zarobić na Kyle'u, ale kiedy zaczyna mu na nim naprawdę zależeć, zjawia się matka nastolatka, która właśnie wyszła z odwyku.

## Obsada
- Paul Giamatti jako Mike Flaherty
- Alex Shaffer jako Kyle Timmons
- Amy Ryan jako Jackie Flaherty
- Bobby Cannavale jako Terry Delfino
- Jeffrey Tambor jako Stephen Vigman
- Burt Young jako Leo Poplar
- Melanie Lynskey jako Cindy
- Margo Martindale jako Eleanor
- David W. Thompson jako Stemler
- Sharon Wilkins jako sędzia Lee